# Fotokatod
En Fotokatod konverterar ljus, det vill säga fotoner, till elektrisk ström genom den Fotoelektrisk effekten. Man kan göra olika typer av fotokatoder som konverterar olika våglängder, eller olika energirika fotoner, för att på det sättet uppfatta vilken strålning som kommer.
Fotokatoder används bland annat vid medicinsk bildtagning med SPECT.